# تريومف تي 140 دابليو تي سي سي
تريومف تي140دابليو تي سي سي (بالإنجليزية: Triumph T140W TSS)‏ هي دراجة نارية من تصنيع تريومف.